# 1. HMNL 2021./22.
1. HMNL 2021./22. je bila 31. sezona prvog ranga hrvatskog malonogometnog prvenstva, a u ligi je sudjelovalo 10 momčadi. 
 
Prvak je postala momčad "Novo Vrijeme" iz Makarske. 

## Sudionici
- Alumnus - Sesvete
- Crnica - Šibenik
- Futsal Dinamo - Zagreb
- Futsal Pula Stanoinvest - Pula
- Novo Vrijeme - Makarska
- Olmissum - Omiš
- Square - Dubrovnik
- Šibenik 1983 - Šibenik
- Universitas - Split
- Vrgorac - Vrgorac

## Sustav natjecanja
Prvenstvo se igra u dva dijela: ligaškom i doigravanju. 

U ligaškom sudjeluje 10 momčadi koje odigraju ligu dvokružnim sustavom (18 kola). Po završetku lige osam najbolje plasiranih momčadi se plasira u doigravanje za prvaka koje se igra na ispadanje. Četvrtzavršnica i poluzavršnica se igra na dvije dobivene utakmice, a završnica na tri dobivene utakmice. 
 
Devetoplasirani klub igra "Ligu za popunu 1. HMNL" za tri prvaka skupina 2. HMNL, dok desetoplasirana momčad ispada izravno u odgovarajuću skupinu 2. HMNL. 

## Rezultati i ljestvice

### Ligaški dio sezone

#### Ljestvica
| mj. | klub                    | ut | pob | ner | por | gol+ | gol- | GR  | bod |                        |
| --- | ----------------------- | -- | --- | --- | --- | ---- | ---- | --- | --- | ---------------------- |
| 1.  | Olmissum                | 18 | 11  | 2   | 5   | 58   | 35   | +23 | 35  | doigravanje            |
| 2.  | Novo Vrijeme            | 18 | 9   | 3   | 6   | 74   | 55   | +19 | 30  | doigravanje            |
| 3.  | Square                  | 18 | 9   | 3   | 6   | 62   | 47   | +15 | 30  | doigravanje            |
| 4.  | Futsal Pula Stanoinvest | 18 | 9   | 3   | 6   | 60   | 52   | +8  | 30  | doigravanje            |
| 5.  | Crnica                  | 18 | 9   | 3   | 6   | 65   | 58   | +7  | 30  | doigravanje            |
| 6.  | Futsal Dinamo           | 18 | 8   | 3   | 7   | 63   | 45   | +18 | 27  | doigravanje            |
| 7.  | Universitas             | 18 | 6   | 7   | 5   | 54   | 47   | +7  | 25  | doigravanje            |
| 8.  | Vrgorac                 | 18 | 7   | 3   | 8   | 58   | 62   | -4  | 24  | doigravanje            |
| 9.  | Šibenik 1983            | 18 | 5   | 5   | 8   | 66   | 82   | -16 | 20  | liga za popunu 1. HMNL |
| 10. | Alumnus                 | 18 | 1   | 0   | 17  | 37   | 114  | -77 | 3   | 2. HMNL                |

#### Rezultatska križaljka
| kratica | klub                    | ALU  | CRN | FDIN | FPUL | NOV | OLM | SQR | ŠIB | UNI | VRG |
| --- | ----------------------- | ---- | --- | ---- | ---- | --- | --- | --- | --- | --- | --- |
| ALU | Alumnus                 |      | 1:6 | 0:4  | 2:4  | 4:7 | 2:7 | 0:4 | 2:4 | 3:5 | 3:6 |
| CRN | Crnica                  | 4:5  |     | 2:9  | 6:2  | 2:5 | 3:1 | 1:4 | 6:2 | 6:3 | 6:4 |
| FDIN | Futsal Dinamo           | 6:1  | 1:2 |      | 3:2  | 5:2 | 4:4 | 2:1 | 5:1 | 2:4 | 4:4 |
| FPUL | Futsal Pula Stanoinvest | 6:4  | 3:3 | 5:5  |      | 4:2 | 4:2 | 3:2 | 7:3 | 1:2 | 5:3 |
| NOV | Novo Vrijeme            | 13:2 | 5:5 | 2:1  | 2:3  |     | 5:1 | 2:1 | 5:6 | 3:3 | 5:3 |
| OLM | Olmissum                | 3:1  | 4:0 | 4:0  | 4:2  | 2:1 |     | 5:2 | 6:2 | 4:2 | 3:2 |
| SQR | Square                  | 12:2 | 3:6 | 4:2  | 3:2  | 5:4 | 1:0 |     | 3:3 | 3:2 | 2:3 |
| ŠIB | Šibenik 1983            | 9:2  | 2:6 | 0:5  | 2:5  | 5:5 | 1:7 | 3:3 |     | 4:4 | 3:3 |
| UNI | Universitas             | 9:2  | 0:0 | 3:2  | 1:1  | 1:2 | 0:0 | 3:3 | 5:9 |     | 6:1 |
| VRG | Vrgorac                 | 5:1  | 4:1 | 4:3  | 3:2  | 2:4 | 3:1 | 4:6 | 3:7 | 1:1 |     |
| |                         |      |     |      |      |     |     |     |     |     |     |
| podebljan rezultat - utakmice od 1. do 9. kola (1. utakmica između klubova) rezultat normalne debljine - utakmice od 10. do 18. kola (2. utakmica između klubova) prekrižen rezultat - poništena ili brisana utakmica p - utakmica prekinuta 3:0 p.f. / 0:3 p.f. - rezultat 3:0 bez borbe |                         |      |     |      |      |     |     |     |     |     |     |

 Izvori: 

### Doigravanje za prvaka
Igrano od 22. travnja do 29. svibnja 2022. 

     - domaća utakmica za klub1 

     - gostujuća utakmica za klub1

| klub1                   | pob-por         | klub2           | ut1             | ut2             | ut3             | ut4             | ut5             |
| četvrtzavršnica         | četvrtzavršnica | četvrtzavršnica | četvrtzavršnica | četvrtzavršnica | četvrtzavršnica | četvrtzavršnica | četvrtzavršnica |
| ----------------------- | --------------- | --------------- | --------------- | --------------- | --------------- | --------------- | --------------- |
| Olmissum                | 2-0             | Vrgorac         | 2:1             | 3:2             | -               |                 |                 |
| Futsal Pula Stanoinvest | 2-0             | Universitas     | 6:2             | 1:0 (prod.)     | -               |                 |                 |
| Square                  | 2-1             | Futsal Dinamo   | 3:1             | 1:7             | 5:3             |                 |                 |
| Crnica                  | 0-2             | Novo Vrijeme    | 3:4             | 1:5             | -               |                 |                 |
|                         |                 |                 |                 |                 |                 |                 |                 |
| poluzavršnica           |                 |                 |                 |                 |                 |                 |                 |
| Olmissum                | 1-2             | Novo Vrijeme    | 1:2             | 3:1             | 1:2             |                 |                 |
| Futsal Pula Stanoinvest | 2-0             | Square          | 3:0             | 4:3             | -               |                 |                 |
|                         |                 |                 |                 |                 |                 |                 |                 |
| završnica               |                 |                 |                 |                 |                 |                 |                 |
| Futsal Pula Stanoinvest | 1-3             | Novo Vrijeme    | 1:2             | 6:1             | 3:4             | 4:5 (prod.)     | -               |

## Vanjske poveznice
- hns-cff.hr, Natjecanja > Mali nogomet - futsal > SuperSport 1. HMNL
- crofutsal.com
- rezultati.com, SuperSport 1. HMNL - Arhiva  Arhivirana inačica izvorne stranice od 26. prosinca 2022. (Wayback Machine)
- (engl.) sofascore.com, SuperSport 1.HMNL